# Zyginella mali
Zyginella mali är en insektsart som först beskrevs av Yang 1965.  Zyginella mali ingår i släktet Zyginella och familjen dvärgstritar. Inga underarter finns listade i Catalogue of Life.